# Železnec
Železnec (makedonska: Железнец) är en ort i Nordmakedonien. Den ligger i kommunen Demir Hisar, i den sydvästra delen av landet, 80 kilometer söder om huvudstaden Skopje. Železnec ligger 730 meter över havet och antalet invånare är 133.